# Seringia arborescens
Seringia arborescens är en malvaväxtart som först beskrevs av W. Aiton, och fick sitt nu gällande namn av George Claridge Druce. Seringia arborescens ingår i släktet Seringia och familjen malvaväxter. Inga underarter finns listade i Catalogue of Life.